# Зонд фон Неймана
Зонд фон Неймана — характерный[уточнить] пример гипотетической концепции, основанной на работе американского математика и физика венгерского происхождения Джона фон Неймана.
Фон Нейман тщательно исследовал идею самовоспроизводящихся машин, названных им «универсальными сборщиками», которые часто упоминаются как «машины фон Неймана». Хотя фон Нейман никогда не рассматривал свою работу в приложении к идее космического корабля, поздние теоретики[уточнить] проделали это. Идея самовоспроизводящегося корабля применялась (в теории) для решения нескольких определённых задач, и детальное развитие этого понятия в применении к исследованию космоса известно как зонд фон Неймана. Другие известные варианты включают: Берсеркер и Самовоспроизводящий корабль-сеятель.

## Самовоспроизводящий космический корабль
Теоретически, самовоспроизводящий космический корабль может быть послан в соседнюю звёздную систему, где он будет добывать полезные ископаемые (извлекая их из астероидов, естественных спутников, газовых гигантов и т. п.), чтобы создавать свои точные копии. Затем эти копии отправляются в другие звёздные системы, повторяя процесс в экспоненциальной прогрессии. Первоначальный «родительский» зонд продолжает выполнять своё первоначальное назначение в звёздной системе. Эти задачи могут существенно различаться в зависимости от предложенной разновидности самовоспроизводящегося корабля.
Учитывая схожесть этой модели с моделью размножения бактерий, было указано, что самовоспроизводящиеся машины фон Неймана могут рассматриваться как форма жизни. Эту идею затрагивал Дэвид Брин в своём рассказе «Двоякодышащая рыба» (англ. «Lungfish»), показав, как самовоспроизводящиеся машины, созданные разными видами, могут конкурировать друг с другом (в дарвиновском смысле) в борьбе за сырьё, или даже иметь противоположные задания. При наличии достаточного количества видов они могут даже образовать экологическую систему, или, при наличии искусственного разума — общество. Они даже могут подвергаться мутациям на протяжении тысяч «поколений».
Было теоретически доказано, что самовоспроизводящийся корабль, использующий относительно традиционные теоретические методы межзвёздного путешествия (то есть без экзотических сверхсветовых установок типа «warp drive», и с крейсерской скоростью 0,1 скорости света), может распространиться по галактике размером с Млечный путь всего лишь за полмиллиона лет.
Относительная скорость, с которой такие самовоспроизводящиеся машины могли бы заполонить галактику, отсутствие серьёзных теоретических препятствий к их созданию, и отсутствие наблюдаемой активности зондов фон Неймана выдвигались в качестве аргумента в обсуждениях Парадокса Ферми: если они могут быть построены и способны распространяться так быстро, тогда, возможно, то, что мы их не видим, свидетельствует о том, что мы одни в нашей Галактике.

## Виды по миссиям
Детали миссии самовоспроизводящихся кораблей могут существенно различаться в разных проектах, и единственная их общая черта — самовоспроизводимость.

### Зонды фон Неймана
В классическом варианте Зонда фон Неймана зонд исследует свою целевую систему и передаёт информацию о ней обратно в систему, откуда он происходит. Если самовоспроизводящийся зонд обнаруживает свидетельства примитивной жизни (или примитивной культуры низкого уровня), то, в соответствии с программой, он может: пассивно покоиться, тихо наблюдать, попытаться вступить в контакт (этот вариант известен как зонд Брейсвелла), или даже вмешиваться в эволюцию жизни или направлять её каким-либо образом.
Физик Пол Дэвис из Университета Аделаиды даже предположил возможность существования зонда, покоящегося на нашей Луне, прибывшего туда в доисторические времена и оставленного для наблюдения за Землёй (см. зонд Брейсвелла и Гипотеза Стража).

### Астрокурица
Разновидность идеи о межзвёздном зонде фон Неймана — «Астрокурица», предложенная Фрименом Дайсоном. Хотя она и имеет такие характерные черты, как самовоспроизводимость, исследование, и связь с «базой», Астрокурица предназначена для «обитания» и исследования в пределах одной планетной системы (в концепции Дайсона предполагается наша собственная), а не исследования межзвёздного пространства. Представляют интерес предположения о полезности такого автомата в соединении со своим межзвёздным родственником, который может использовать «локальных» репликаторов как средство исследования целевой системы.

### Берсеркеры
В отличие от безопасной концепции зонда, Берсеркером называется разновидность самовоспроизводящегося космического корабля, запрограммированная обнаруживать и уничтожать все обнаруженные жизненные формы и населённые экзопланеты.
Этот термин происходит из серии романов Фреда Саберхагена, которые описывают непрекращающуюся войну между человечеством и такими машинами (см. Берсеркер). Саберхаген показывает (посредством одного из персонажей), что корабли-берсеркеры в его романах не являются собственно машинами фон Неймана, но сложный комплекс машин-берсеркеров, включая автоматические верфи, составляет машину фон Неймана. Это снова приводит к понятию экологической системы машин фон Неймана, или даже роя машин фон Неймана.
Аналог «Берсеркеров» — «Подавляющие» — ключевой элемент сюжета серии рассказов «Космический апокалипсис» Аластера Рейнольдса.
Предполагается, что Берсеркеры могут быть созданы и запущены ксенофобной цивилизацией, или возникнуть путём «мутации» более мирных зондов, или для сдерживания космической экспансии разума (как в рассказах Рейнольдса).

### Самовоспроизводящиеся корабли-сеятели
Ещё один вариант идеи самовоспроизводящегося космического корабля — сеятель. Такой корабль может хранить генетические образцы жизненных форм своей родины, возможно даже, своих создателей. При обнаружении обитаемой или пригодной для терраформации экзопланеты, он пытается воспроизвести эти жизненные формы — из сохранённых эмбрионов (см. Эмбриональная колонизация космоса) или сохранённой информации с использованием молекулярной нанотехнологии для «сборки» зигот с различной генетической информацией из местного сырья. Детальное описание корабля-сеятеля (с ограниченными возможностями самовоспроизведения) можно найти в рассказе «Дальний прицел» Вернора Винджа.
Такие корабли могут быть кораблями терраформации, подготавливая миры для последующей колонизации другими кораблями, или — если они запрограммированы для воссоздания, выращивания и обучения представителей создавших их видов — воспроизведения самих колонизаторов.
Надо заметить, эта модель терраформации и колонизации не обязана быть «автоматизированной». Пилотируемые межзвёздные колониальные корабли могут следовать похожей модели — и рассматриваться как комбинированный корабль (зонд фон Неймана/сеятель), в котором репликация выполняется с помощью живых обитателей. Некоторые сторонники космической среды обитания утверждают, что цивилизации, использующей такой подход, планеты совершенно не нужны.
Также автоматические корабли-сеятели встречаются в книгах «Резервный космодром» и «Абсолютный враг» Андрея Львовича Ливадного. Но в данных произведениях они играют роль Берсеркеров.